# جيرالد فايرستاين
مايكل جيرالد فيرستين (بالإنجليزية: Gerald M. Feierstein)‏ سفير الولايات المتحدة لدى اليمن منذ سبتمبر 2010.

## السيرة الذاتية
تلقي فايرستاين شهادة بكالوريوس في الفلسفة من كلية بوينت بارك وماجستير في العلاقات الدولية من جامعة دوكين.
في يونيو عام 1975، التحق بالسلك الدبلوماسي. خدم في إسلام أباد في باكستان في الفترة من عام 1976 إلى عام 1978 و في تونس من عام 1983 إلى عام 1985 و في الرياض في المملكة العربية السعودية في الفترة من عام 1985 إلى عام 1987، و في بيشاور في باكستان في الفترة من عام 1989 إلى عام 1992، و في مسقط في سلطنة عمان في الفترة من 1995 إلى 1998، و في القدس من عام 1998 إلى عام 2001، و في بيروت في لبنان في الفترة من 2003 إلى 2004 ومرة أخرى إسلام أباد من 2008 إلى 2010. وشغل أيضا مناصب دبلوماسية في واشنطن، العاصمة.. ومنذ سبتمبر 2010، شغل منصب سفير الولايات المتحدة لدى اليمن.
في عام 2012، عرضت جماعة أنصار الشريعة التابع لتنظيم القاعدة في اليمن ثلاثة كيلو جرام من الذهب لقتل السفير فيرستين، و 5 ملايين ريال يمنى لمما أسفر عن مقتل جندي أمريكي في اليمن.
خدم فيرستين في سبع وظائف الخارج: إسلام أباد، باكستان (1976–78)؛ تونس، تونس (1983-1985)؛ الرياض، المملكة العربية السعودية (1985–1987)؛ بيشاور، باكستان (1992)؛ مسقط، عمان، (1995-1998)، حيث كان القائم بالأعمال؛ القدس، إسرائيل (1998-2001)، كنائب القنصل العام؛ وفي بيروت، لبنان (2003-2004). بين عامي 2006 و2008، خدم فيرستين في واشنطن كنائب رئيسي مساعد منسق ونائب منسق مساعد للبرامج في مكتب المنسق لمكافحة الإرهاب. وفي عام 2008، عاد إلى إسلام أباد نائب رئيس البعثة حتى أنه تم تأكيد كسفير لليمن.
خدم ابنه جولتين القتالية في سلاح مشاة البحرية في الولايات المتحدة خلال الحرب على العراق. زوجته الباكستانيه، التقى بها أول مره في إسلام أباد.
| سبقه ستيفن سيش | سفير الولايات المتحدة إلى اليمن 2010 – 2013 | تبعه ماثيو تولر |